# Hergebrachte Grundsätze des Berufsbeamtentums
Die hergebrachten Grundsätze des Berufsbeamtentums bilden die Grundlagen des deutschen Beamtenrechts und enthalten teilweise grundrechtsgleiche Rechte.

## Inhalt
Gemäß Art. 33 Abs. 5 Grundgesetz (GG) ist das Recht des öffentlichen Dienstes „unter Berücksichtigung der hergebrachten Grundsätze des Berufsbeamtentums zu regeln und fortzuentwickeln.“ Das Fortentwicklungsgebot wurde im Rahmen der Föderalismusreform 2006 in den Artikel eingefügt. Das Bundesverfassungsgericht definiert die hergebrachten Grundsätze des Berufsbeamtentums als den „Kernbestand von Strukturprinzipien, die allgemein oder doch ganz überwiegend und während eines längeren, Tradition bildenden Zeitraums, mindestens unter der Reichsverfassung von Weimar, als verbindlich anerkannt und gewahrt worden sind“ (vgl. BVerfGE 8, 332).
Die Grundsätze sind u. a. in Art. 33 Abs. 5 GG, dem Bundesbeamtengesetz (BBG), dem Beamtenstatusgesetz (BeamtStG), im Bundesbesoldungsgesetz (BBesG), in den Landesbeamtengesetzen sowie den Landesbesoldungsgesetzen normiert; bis 2009 auch im Beamtenrechtsrahmengesetz.
Zu den hergebrachten Grundsätzen des Berufsbeamtentums zählen unter anderem:
- die Ausgestaltung des Beamtenverhältnisses als öffentlich-rechtliches Dienst- und Treueverhältnis
- das Lebenszeitprinzip
- das Laufbahn-Prinzip (eng verknüpft mit „lebenslangen“ Berufsbeamten)
- das Leistungs-Prinzip (sichert und beherrscht den grundgesetzlich verankerten Zugang zu allen öffentlichen Ämtern beim Eintritt in den Staatsdienst und beim Aufstieg)
- das Alimentationsprinzip (vgl. BVerfGE 70, 251)
- das Abstandsgebot (Verbot der Einebnung des Abstandes zwischen Besoldungsgruppen)[1]
- Mindestabstandsgebot (Nettoalimentation zuzüglich Kindergeld muss mindestens 15 Prozent über dem Niveau der Grundsicherung liegen)[2]
- das Prinzip der amtsangemessenen Beschäftigung
- der Grundsatz der funktionsgerechten Besoldung (§ 18 BBesG)
- Wohlverhaltenspflicht (Das inner- und außerdienstliche Verhalten von Beamten muss gem. § 34 Abs. 1 Satz 3 BeamtStG bzw. § 60 Abs. 2 BBG der Achtung und dem Vertrauen gerecht werden, die ihr Beruf erfordern.)
- der volle persönliche Einsatz für den Beruf (§ 34 Abs. 1 Satz 1 BeamtStG, § 61 Abs. 1 Satz 1 BBG)
- die Residenzpflicht (§§ 72 f. BBG, ehemals § 36 BRRG)
- die Neutralitätspflicht der Beamten, unparteiische Amtsführung, Eintreten für die Freiheitliche demokratische Grundordnung (§ 33 BeamtStG, § 60 Abs. 1 BBG)
- die Amtsverschwiegenheit (gilt auch noch nach Beendigung des aktiven Beamtenverhältnisses; § 37 BeamtStG, § 67 BBG, ehemals § 39 BRRG)
- das Streikverbot (Verbot kollektiver Maßnahmen zur Wahrung gemeinsamer Berufsinteressen)
- das Recht auf Beamtenvertretungen (§ 116 BBG; Beamte haben das Recht, sich in Gewerkschaften oder Berufsverbänden zusammenzuschließen und Personalvertretungen zu bilden)
- das Recht auf Einsicht in die eigene Personalakte (§ 110 BBG)
- der gerichtliche Rechtsschutz (Beamte sind über Beschwerden und Behauptungen tatsächlicher Art gemäß § 109 BBG zu hören, es ist ihnen der Beschwerdeweg einzuräumen gemäß § 125 BBG)
- die Fürsorgepflicht des Dienstherrn (§ 45 BeamtStG, §§ 78 ff. BBG)
- der Anspruch auf eine amtsangemessene Amtsbezeichnung (BVerfGE 38, 1 (12))

„Diese Grundsätze ergeben im Zusammenhang mit Absatz 5 (gemeint ist Art. 33 Abs. 5 GG), daß das Grundgesetz in Anknüpfung an die deutsche Verwaltungstradition im Berufsbeamtentum eine Institution sieht, die, gegründet auf Sachwissen, fachliche Leistung und loyale Pflichterfüllung, eine stabile Verwaltung sichern und damit einen ausgleichenden Faktor gegenüber den das Staatsleben gestaltenden politischen Kräften darstellen soll.“

Art. 33 Abs. 5 GG umfasst auch die hergebrachte Stellung von Richtern als besonderer Gruppe von Angehörigen des öffentlichen Dienstes und räumt diesen grundrechtsähnliche Individualrechte ein, soweit sich für sie vom Gesetzgeber zu beachtende hergebrachte Grundsätze des richterlichen Amtsrechts nachweisen lassen, die gerade die persönliche Rechtsstellung des Richters mitgestalten. Zu den hergebrachten Grundsätzen des Richteramtsrechts zählt insbesondere auch der Grundsatz der sachlichen und persönlichen richterlichen Unabhängigkeit. Inhalt der hergebrachten Grundsätze des Richteramtsrechts im Sinne des Art. 33 Abs. 5 GG kann indes nur sein, was Inhalt der Unabhängigkeit des Richters im Sinne des Art. 97 GG ist.

## Geschichte
Die älteste erhaltene Ernennung eines Berufsbeamten ist die Ernennung Dietrichs von Kleve durch den römisch-deutschen König Rudolf von Habsburg im Jahre 1279. Zu dieser Zeit entstand die Verwaltung durch Berufsbeamte in allmählicher Abkehr von der Verwaltung durch Lehnsleute. Dabei wirkte der Treuebegriff des Lehnswesens im Berufsbeamtentum fort. Das Rechtsverhältnis zwischen dem Monarchen und dem Berufsbeamten entstand indessen auf Basis der Grundherrschaft. Begründet wurde es – einseitig – durch eine Aufnahme an den Hof des Monarchen, wo diesem als Grundherrn ein umfassendes Recht an der Person des Hofangehörigen, einschließlich einer Gerichtsbarkeit, zustand und zugleich eine damit korrespondierende Fürsorgepflicht oblag. Der Berufsbeamte fungierte in seinem Amt als „Hofangehöriger außer Hauses“.
Der geregelte Beamtenberuf geht zurück auf den preußischen „Soldatenkönig“ Friedrich Wilhelm I. (1688–1740), der daher auch „Vater des Berufsbeamtentums“ genannt wurde. Unter seiner Ägide entstanden erstmals der Vorbereitungsdienst und die Laufbahnprüfung. Sein aufgeklärt-absolutistischer Sohn Friedrich II. (der Große) (1712–1786) war es, der das Gemeinwohl zum Primärziel erhob und sich selbst als ersten Diener des Staates sah. Damit war gedanklich der Weg geebnet für einen Eintritt des Staates in die Position des Dienst- und Treueberechtigten, die ursprünglich dem Monarchen zukam. Friedrich führte den Ausbau des Berufsbeamtentums fort.
Die erste zusammenfassende gesetzliche Regelung des Beamtenberufs wurde im Preußischen Allgemeinen Landrecht von 1794 ausgestaltet: „Von den Rechten und Pflichten der Diener des Staates“. Seitdem war der Beamte nicht mehr Diener seines Fürsten, sondern Diener des Staates.
Die Städte hatten im Mittelalter für die Verwaltung ihrer wirtschaftlichen Privilegien und Freiheiten ein eigenständiges Ämterwesen entwickelt, das teils auf Bürgerpflichten und teils auf vertraglichen Bindungen beruhte. Infolge der verstärkten Wahrnehmung staatlicher Verwaltungsaufgaben durch die Städte seit dem 18. Jahrhundert wurden die städtischen Amtsträger mit der Zeit zu mittelbaren Staatsbeamten und ihre Rechtsverhältnisse denen der unmittelbaren staatlichen Beamten angepasst.
Die besondere Rechtsstellung der Richter ist Folge der Gewaltenteilung, speziell der Gewährleistung einer von der Exekutive unabhängigen Rechtsprechung, die im Verlauf des 19. Jahrhunderts Eingang in das Gesetzesrecht fand.
Der für heute maßgebliche Wert des Berufsbeamtentums erwies sich mit dem Übergang zum Rechtsstaat. Das Berufsbeamtentum etablierte sich als Instrument zur objektiven und zuverlässigen Umsetzung des im politischen Prozess gebildeten staatlichen Willens. Die Kernregelungen, die sich spätestens in Art. 129 Abs. 1 bis 3 der Weimarer Verfassung verfestigt hatten, zählen zu den hergebrachten Grundsätzen des Berufsbeamtentums im Sinne des Art. 33 Abs. 5 Grundgesetz für die Bundesrepublik Deutschland (GG), nicht jedoch der Schutz „wohlerworbener Rechte der Beamten“ nach Art. 129 Abs. 1 Satz 3 der Weimarer Verfassung. In der Zeit des Nationalsozialismus wurde die Stellung der Berufsbeamten durch das Gesetz zur Wiederherstellung des Berufsbeamtentums zur Durchsetzung der rassistischen Ideologie missbraucht. Nach Inkrafttreten des Grundgesetzes wurden durch das Bundesverfassungsgericht weitere vereinzelte Rechte und Pflichten als zu den hergebrachten Grundsätzen des Berufsbeamtentums gehörig anerkannt.

## Verhältnis zur Europäischen Menschenrechtskonvention
Die Europäische Menschenrechtskonvention (EMRK) steht im Widerspruch zu einigen der Grundsätze des Berufsbeamtentums. So erlaubt die EMRK Ausnahmen von der Koalitionsfreiheit und dem damit verbundenen Streikrecht nur für Polizeivollzugsbeamte, Soldaten und hoheitlich tätige Personen, nicht aber für andere Beamte. Der gleiche Grundsatz gilt für Einschränkungen der politischen Betätigung und der Meinungsfreiheit. Das Bundesverwaltungsgericht hat Anfang 2014 entschieden, dass der Gesetzgeber diesen Konflikt auflösen müsse, wobei er den Beschäftigten des öffentlichen Dienstes außerhalb der genuin hoheitlichen Verwaltung ein Wahlrecht zwischen den Beschäftigungsverhältnissen einräumen oder eine Tarifbeschäftigung vorsehen könne.
Das Bundesverfassungsgericht entschied am 12. Juni 2018 über vier Verfassungsbeschwerden von verbeamteten Lehrern, dass das Streikverbot mit dem Grundgesetz vereinbar ist. Das Gericht widmete sich in seinem Urteil ausführlich den Entscheidungen des Europäischen Gerichtshofes für Menschenrechte (EGMR) zur in Artikel 11 EMRK niedergelegten Koalitionsfreiheit und dem damit verbundenen Streikrecht, befand aber wegen der Besonderheiten des deutschen Systems des Berufsbeamtentums, dass das Streikverbot jedenfalls nach Art. 11 Abs. 2 Satz 1 EMRK beziehungsweise Art. 11 Abs. 2 Satz 2 EMRK gerechtfertigt ist. „Beim Streikrecht für Beamte betont Karlsruhe, dass Straßburg über Fälle aus einer anderen nationalen Rechtsordnung entschieden habe, in diesem Fall aus der Türkei. Man müsse aber den Kontext und den ‚rechtskulturellen Hintergrund‘ im jeweiligen Staat beachten und daher die Urteile hier nicht eins zu eins übernehmen.“ Gegen das Urteil sind Individualbeschwerden beim EGMR gemäß Artikel 34 EMRK erhoben worden. Die Kammer, bei der die Rechtssache anhängig war, hat diese am 6. September 2022 gemäß Artikel 30 EMRK an die Große Kammer des Gerichtshofs abgegeben, die am 1. März 2023 verhandelt und am 14. Dezember 2023 die Klagen abgewiesen hat.